# Lekkoatletyka na Letnich Igrzyskach Olimpijskich 1988 – siedmiobój kobiet
Siedmiobój kobiet podczas XXIV Letnich Igrzysk Olimpijskich w Seulu rozegrano 23 i 24 września 1988 na Stadionie Olimpijskim. Zwyciężczynią została reprezentantka Stanów Zjednoczonych Jackie Joyner-Kersee, która na tych igrzyskach zdobyła również złoty medal w skoku w dal. Ustanowiła rekord świata z wynikiem 7291 punktów.

## Rekordy

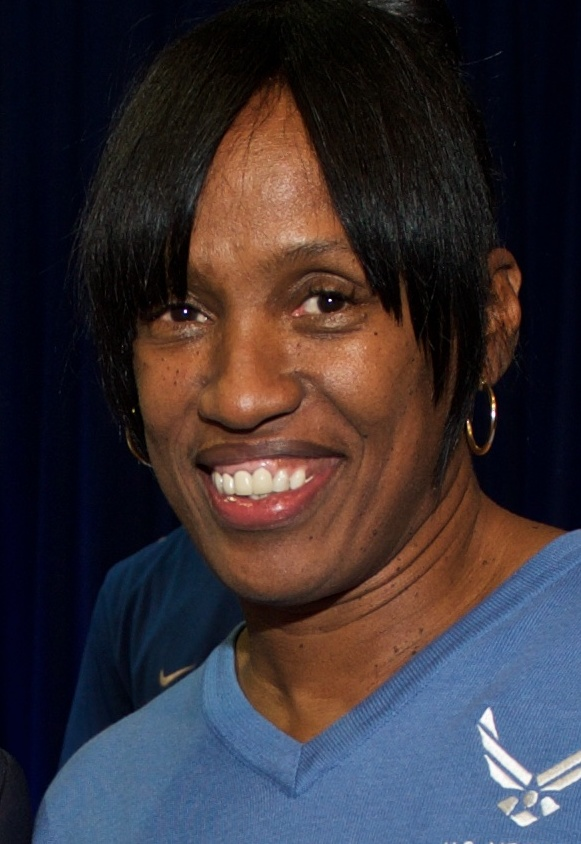
Jackie Joyner-Kersee

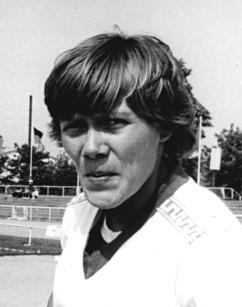
Sabine John

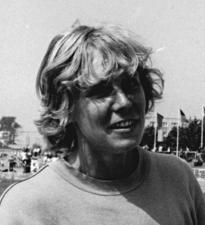
Anke Behmer

|                   | Zawodniczka          | Narodowość        | Wynik       | Data              | Miejsce      |
| ----------------- | -------------------- | ----------------- | ----------- | ----------------- | ------------ |
| Rekord świata     | Jackie Joyner-Kersee | Stany Zjednoczone | 7215        | 15–16 lipca 1988  | Indianapolis |
| Rekord olimpijski | Glynis Nunn          | Australia         | 6390 (6387) | 3–4 sierpnia 1984 | Los Angeles  |

## Wyniki
| Poz. - pozycja |
| – rekord świata \| – rekord krajowy \| – rekord życiowy \| = – wyrównany rekord życiowy \| · – najlepszy wynik w sezonie \| = – wyrównany najlepszy wynik w sezonie \| – rekord olimpijski |
| Fn – falstart \| DNF – nie ukończyła \| DNS – nie wystartowała \| DSQ – zdyskwalifikowana                                                                                                  |

| Poz. | Zawodniczka           | Punkty | 100 m ppł | Wzwyż  | Kula    | 200 m   | W dal  | Oszczep | 800 m   | Uwagi |
| ---- | --------------------- | ------ | --------- | ------ | ------- | ------- | ------ | ------- | ------- | ----- |
| 1.   | Jackie Joyner-Kersee  | 7291   | 12,69 s   | 1,86 m | 15,80 m | 22,56 s | 7,27 m | 45,66 m | 2:08,51 | [ 1 ] |
| 2.   | Sabine John           | 6897   | 12,85 s   | 1,80 m | 16,23 m | 23,65 s | 6,71 m | 42,56 m | 2:06,14 |       |
| 3.   | Anke Behmer           | 6858   | 13,20 s   | 1,83 m | 14,20 m | 23,10 s | 6,68 m | 44,54 m | 2:04,20 |       |
| 4.   | Natalja Szubienkowa   | 6540   | 13,51 s   | 1,74 m | 14,76 m | 23,93 s | 6,32 m | 47,46 m | 2:07,90 |       |
| 5.   | Remigija Sablovskaitė | 6456   | 13,61 s   | 1,80 m | 15,23 m | 23,92 s | 6,25 m | 42,78 m | 2:12,24 |       |
| 6.   | Ines Schulz           | 6411   | 13,75 s   | 1,83 m | 13,50 m | 24,65 s | 6,33 m | 42,82 m | 2:05,79 |       |
| 7.   | Jane Flemming         | 6351   | 13,38 s   | 1,80 m | 12,88 m | 23,59 s | 6,37 m | 40,28 m | 2:12,54 |       |
| 8.   | Cindy Greiner         | 6297   | 13,55 s   | 1,80 m | 14,13 m | 24,48 s | 6,47 m | 38,00 m | 2:13,65 |       |
| 9.   | Zuzana Lajbnerová     | 6252   | 13,63 s   | 1,83 m | 14,28 m | 24,86 s | 6,11 m | 43,30 m | 2:16,05 |       |
| 10.  | Swietłana Buraga      | 6232   | 13,25 s   | 1,77 m | 12,62 m | 23,59 s | 5,28 m | 39,06 m | 2:14,74 |       |
| 11.  | Marjon Wijnsma        | 6205   | 13,75 s   | 1,86 m | 13,01 m | 25,03 s | 6,34 m | 37,86 m | 2:11,39 |       |
| 12.  | Swetła Dimitrowa      | 6171   | 13,24 s   | 1,80 m | 12,02 m | 23,49 s | 6,19 m | 37,62 m | 2:15,73 |       |
| 13.  | Corinne Schneider     | 6157   | 13,85 s   | 1,86 m | 11,58 m | 24,87 s | 6,05 m | 47,50 m | 2:14,93 |       |
| 14.  | Sabine Braun          | 6109   | 13,71 s   | 1,83 m | 13,16 m | 24,78 s | 6,12 m | 44,58 m | 2:22,82 |       |
| 15.  | Satu Ruotsalainen     | 6101   | 13,79 s   | 1,80 m | 12,32 m | 24,61 s | 6,08 m | 45,44 m | 2:17,06 | [ 3 ] |
| 16.  | Dong Yuping           | 6087   | 13,93 s   | 1,86 m | 14,21 m | 25,00 s | 6,40 m | 38,60 m | 2:26,67 |       |
| 17.  | Kim Hagger            | 5975   | 13,47 s   | 1,80 m | 12,75 m | 25,47 s | 6,34 m | 35,78 m | 2:18,48 |       |
| 18.  | Wendy Brown           | 5972   | 14,07 s   | 1,83 m | 12,69 m | 24,83 s | 6,13 m | 44,34 m | 2:26,43 |       |
| 19.  | Joanne Mulliner       | 5746   | 14,39 s   | 1,71 m | 12,68 m | 24,92 s | 6,10 m | 37,75 m | 2:18,02 |       |
| 20.  | Jacqueline Hautenauve | 5734   | 14,04 s   | 1,77 m | 11,81 m | 25,61 s | 5,99 m | 35,68 m | 2:13,90 |       |
| 21.  | Ragne Kytölä          | 5686   | 14,31 s   | 1,77 m | 11,66 m | 25,69 s | 5,75 m | 39,48 m | 2:13,35 |       |
| 22.  | Conceição Geremias    | 5508   | 14,23 s   | 1,71 m | 12,95 m | 25,50 s | 5,50 m | 39,64 m | 2:24,02 |       |
| 23.  | Hsu Huei-ying         | 5290   | 14,85 s   | 1,68 m | 10,00 m | 25,23 s | 5,47 m | 39,14 m | 2:17,30 |       |
| 24.  | Ji Jeong-mi           | 5289   | 14,53 s   | 1,71 m | 10,83 m | 26,61 s | 5,50 m | 39,26 m | 2:19,17 |       |
| 25.  | Iammogapi Launa       | 4466   | 16,42 s   | 1,50 m | 11,78 m | 26,16 s | 4,88 m | 46,38 m | 2:43,43 |       |
| –    | Sainiana Tukana       | DNF    | 15,60 s   | NM     | 8,61 m  | 26,37 s | 5,12 m | NM      | DNS     |       |
| –    | Sabine Everts         | DNF    | 13,74 s   | 1,71 m | 11,54 m | DNS     |        |         |         |       |
| –    | Chantal Beaugeant     | DNF    | 16,86 s   | 1,80 m | 12,79 m | DNS     |        |         |         |       |
| –    | Judy Simpson          | DNF    | 13,78 s   | 1,77 m | DNS     |         |        |         |         |       |
| –    | Tineke Hidding        | DNF    | DNF       | DNS    |         |         |        |         |         |       |
| –    | Yasmina Azzizi        | DNS    |           |        |         |         |        |         |         |       |
| –    | Yvonne Hasler         | DNS    |           |        |         |         |        |         |         |       |